# Dirac (Roman)
Dirac ist ein Roman von Dietmar Dath aus dem Jahr 2006. 

## Inhalt
Der Schriftsteller und Journalist David Dalek und seine Freunde – eine Künstlerin, ein Computerprogrammierer, ein Psychiater, eine Biochemikerin und eine Hausfrau – haben die typischen Probleme von Mittdreißigern und sie alle haben mit ihren Lebensentwürfen zu ringen. Daneben ringt Dalek auch noch mit dem Leben des britischen Nobelpreisträgers Paul Dirac (1902–1984), „dem großen Unbekannten der modernen Physik“, über den er versucht ein Buch zu schreiben. Im Verlauf des Romans verwischen diese beiden Erzählstränge zusehends, die autobiographisch gefärbten Episoden aus dem Leben Daleks und dessen Wissenschaftlerporträt.
Der Name des Protagonisten, David Dalek, ist ein Pseudonym Dietmar Daths, unter dem er 2007 den Roman Das versteckte Sternbild veröffentlichte.

## Ausgaben
- Dirac. Suhrkamp Verlag, Frankfurt am Main 2006, ISBN 3-518-41863-7.